# Stadskern (Amersfoort)
De Stadskern is een wijk in de stad Amersfoort in de Nederlandse provincie Utrecht; in deze wijk wonen 5.776 mensen (2024).
De wijk omvat de oude binnenstad van Amersfoort (het gebied binnen de tweede omwalling) en wordt begrensd door de Scheltussingel, Flierbeeksingel, Stadsring, de spoorlijn van Amersfoort naar Zwolle, de Meridiaantunnel en de Hooglandseweg-Zuid. Het centrum van Amersfoort bevat bebouwing van de middeleeuwen tot de 21e eeuw. Veel oude bebouwing is bewaard gebleven, waar het verloren is gegaan is in de loop ter tijden nieuwbouw gepleegd. De stadskern is beschermd als het Rijksbeschermd gezicht Amersfoort.